# Cormeilles-en-Parisis
Cormeilles-en-Parisis è un comune francese di 22 875 abitanti situato nel dipartimento della Val-d'Oise nella regione dell'Île-de-France.

## Società

### Evoluzione demografica
Abitanti censiti

## Amministrazione

### Gemellaggi
La città è gemellata con:
- Ware (Hertfordshire)